# Karin von Aroldingen
Karin Anny Hannelore Reinbold von Aroldingen (9. September 1941 in Greiz – 5. Januar 2018 in New York City) war eine deutschamerikanische Balletttänzerin und Primaballerina.

## Leben
Karin von Aroldingen wuchs nach dem Krieg in West-Berlin auf. Sie war später Teil des Ballett-Ensembles in Frankfurt.
Anfang der 1960er-Jahre wechselte sie zum Choreographen George Balanchine nach New York, wo sie zum Star wurde. Balanchine, mit dem sie auch privat eng befreundet war, schrieb zahlreiche Rollen für sie. Im Jahr 1984 beendete sie ihre aktive Karriere als Tänzerin.
Karin von Aroldingen war mit dem Immobilienmakler Morton Gewirtz verheiratet, mit dem sie eine Tochter hatte, die Schmuckdesignerin Margo Manhattan.